# Meilen
Meilen är en ort och kommun på östra sidan Zürichsjön i kantonen Zürich, Schweiz. Kommunen har 14 751 invånare (2023).
Meilen är huvudort i distriktet Meilen.
Kommunen består av ortsdelarna Feldmeilen, Dorfmeilen och Obermeilen, alla tre längs Zürichsjön, och Bergmeilen högre upp i kommunen.